# 林山寨街道
林山寨街道，是中华人民共和国河南省郑州市中原区下辖的一个乡镇级行政单位。

## 行政区划
林山寨街道下辖以下地区：
邮电院社区、碧沙岗社区、互助路社区、伊河路社区、文化宫路社区、颖河路社区、工业高专社区、一中社区、工程学院社区、工人路社区、百花社区、林山寨社区、技师学院社区和郑州日报社区。